# Thiago Rodrigues da Silva (Fußballspieler, Juni 1996)
Thiago Rodrigues da Silva (* 12. Juni 1996 in Rio de Janeiro), genannt Thiaguinho oder Thiago, ist ein brasilianischer Fußballspieler.

## Karriere

### Verein
Thiago startete seine Laufbahn im Nachwuchsbereich des CR Flamengo aus Rio de Janeiro. In der Saison 2016 schaffte er den Sprung in den ersten Kader des Klubs. Im Heimspiel gegen den Joinville EC saß er das erste Mal am 4. Oktober 2015 als Reservespieler auf der Bank. Diese Rolle füllte er auch im Folgejahr mehrmals aus, kam aber noch zu keinen Einsätzen in Pflichtspielen. Sein erstes offizielles Spiel bestritt Thiago in der Staatsmeisterschaft von Rio de Janeiro 2017. Beim 5:1-Heimsiegerfolg gegen AA Portuguesa (RJ) stand Thiago in der Startelf. Es folgten noch zwei weitere Einsätze in dem Wettbewerb, welcher mit dem Titelgewinn gekrönt werden konnte. Noch im selben Jahr bestritt Thiago sein erstes Spiel in der obersten brasilianischen Liga. Am 11. Juni 2017 stand er am 6. Spieltag der Meisterschaft der Série A 2017 in der Startelf im Auswärtsspiel gegen den Avaí FC. Sein Debüt auf internationaler Klubebene erfolgte ebenfalls 2017. In der Copa Sudamericana 2017 traf sein Klub am 6. Juli auswärts auf den CD Palestino in Santiago de Chile. In dem Spiel stand Thiago in der Startelf.
Thiago stand im Hinspiel des Finales des Copa do Brasil 2017 im Tor. Im Zuge des Spiels erlitt er eine Fraktur im linken Handgelenk. Aufgrund dessen konnte er zum Rückspiel nicht antreten. Nachdem seit seiner Verletzung zu keinen weiteren Einsätzen gekommen war, wurde Thiago zur Saison 2019 an den Atlético Goianiense ausgeliehen. Bereits 16 Tage später wurde der Deal aufgrund einer Diskrepanz über eine Klausel im Leihvertrag abgesagt, die forderte, dass Thiago 60 % der Spiele spielen musste. Kurz nach Beginn der Série A 2019 wurde Thiago an América Mineiro in die Série B ausgeliehen.
Im Anschluss an die Leihe kehrte Thiago nicht zu Flamengo zurück, sondern wurde wieder verliehen. Er ging nach Portugal, wo beim GD Estoril Praia unterzeichnete. In der Saison 2019/20 trat er zunächst noch in der Nachwuchsmannschaft des Klub. Hier bestritt er zwei Spiele in der Liga Revelação, der Liga für U-23 Mannschaften. Im Juli 2020 wechselte er dann fest zu Estoril Praia. Der Vertrag erhielt eine Laufzeit über drei Jahre. Sein erstes Spiel mit der A-Auswahl bestritt Thiago im Taça de Portugal 2020. In dem Pokalwettbewerb am 9. Oktober traf sein Klub auswärts auf den Sertanense FC. Das Spiel konnte 4:0 gewonnen werden. In dem Wettbewerb trat er noch sechs Mal bis zum Ausscheiden im Halbfinale gegen Benfica Lissabon an. Außerdem kam ein Einsatz im Ligapokal hinzu. Im Mai 2021 konnte Thiago mit dem Klub die Liga Portugal 2 2020/21 gewinnen. Hierbei bestritt er fünf Spiele. Auch nach dem Aufstieg in die Primeira Liga, kam Thiago nicht über die Rolle eines Reservespielers bekannt. In der europäischen Winterpause 2022/23 wechselte er dann zum Ligakonkurrenten FC Arouca. Zwei Jahre später ging er dann in die Segunda Liga zum SC União Torreense.

### Nationalmannschaft
Thiaguinho war Bestandteil des Kaders von Brasiliens U-17 Auswahl bei der U-17-Fußball-Weltmeisterschaft 2013. Zu Einsätzen kam er nicht.

## Erfolge
Flamengo
- Taça Otávio Pinto Guimarães: 2014
- Campeonato Carioca U-20: 2015
- Copa São Paulo de Futebol Júnior: 2016
- Staatsmeisterschaft von Rio de Janeiro: 2017, 2019
- Taça Guanabara: 2018
- Taça Rio: 2019

Estoril Praia
- Segunda Liga: 2020/21